# Podospermum radicosum
Podospermum radicosum là một loài thực vật có hoa trong họ Cúc. Loài này được (Boiss.) Gemeinholzer & Greuter mô tả khoa học đầu tiên năm 2006.